# 393

## Esdeveniments
- 23 de gener - Milà (Itàlia): Honori és nomenat August d'Occident pel seu pare Teodosi I el Gran.
- Olímpia (Grècia): Se celebren els Jocs Olímpics per darrera vegada perquè l'emperador romà Teodosi els considera una manifestació pagana.
- Roma: La poetessa romana Falcònia Proba dedica a Honori el seu Cento Virgilianus.
- Barcelona (Tarraconense): Sant Paulí de Nola és nomenat prevere.

## Naixements
- Atenes (Grècia): Eudòxia Augusta, emperadriu, dona de Teodosi II. (m. 461)
- Antioquia (Síria): Teodoret de Cir, bisbe i escriptor. (m. 457)